# Felipe Baloy
Felipe Abdiel Baloy Ramírez (ur. 24 lutego 1981 w Panamie) – były panamski piłkarz występujący na pozycji środkowego obrońcy, trener piłkarski. Posiada również obywatelstwa chilijskie (jego ojciec urodził się w Chile) i od grudnia 2013 meksykańskie.
Strzelił na mundialu w Rosji pierwszego gola dla Panamy w historii mistrzostw świata.

## Kariera klubowa
Baloy seniorską karierę rozpoczynał w 1999 roku w klubie AFC Euro Kickers. W 2000 roku odszedł do zespołu Sporting '89. W 2001 roku trafił do kolumbijskiego Envigado FC z Categoría Primera A. W 2003 roku przeszedł do Independiente Medellín, również z Categoría Primera A. W tym samym roku zajął z nim 3. miejsce w Copa Libertadores.
Latem 2003 roku podpisał kontrakt z brazylijskim Grêmio Porto Alegre. W Campeonato Brasileiro Série A zadebiutował 27 lipca 2003 roku w przegranym 0:1 spotkaniu z Corinthians Paulista. 28 listopada 2004 roku w zremisowanym 3:3 meczu z Athletico Paranaense strzelił pierwszego gola w Campeonato Brasileiro Série A.
Na początku 2005 roku Baloy odszedł do Athletico Paranaense, również grającego w Campeonato Brasileiro Série A. Występował tam przez kilka miesięcy. Latem 2005 roku trafił do meksykańskiego CF Monterrey. W Primera División de México pierwszy pojedynek zaliczył 30 lipca 2005 roku przeciwko CF Pachuca (1:2). 25 sierpnia 2005 roku w wygranym 2:1 spotkaniu z Deportivo Toluca zdobył pierwszą bramkę w Primera División de México. Od maja do lipca 2007 roku przebywał na wypożyczeniu w Américe. Potem wrócił do Monterrey. W 2009 roku wywalczył z nim tytuł mistrzowski w sezonie Apertura.
W styczniu 2010 roku podpisał kontrakt z ekipą Santos Laguna, również grającego w Primera División de México. Zadebiutował tam 17 stycznia 2010 roku w wygranym 3:2 meczu z Monarcas Morelia. W 2010 roku zdobył z zespołem wicemistrzostwo Apertura.

## Kariera reprezentacyjna
W reprezentacji Panamy Baloy zadebiutował 21 lutego 2001 roku w zremisowanym 2:2 towarzyskim meczu z Gwatemalą. 18 listopada 2004 roku w wygranym 3:0 spotkaniu eliminacji Mistrzostw Świata 2006 z Salwadorem strzelił pierwszego gola w drużynie narodowej.
W 2005 roku został powołany do kadry na Złoty Puchar CONCACAF. Zagrał na nim w pojedynkach z Kolumbią (1:0), Trynidadem i Tobago (2:2), RPA (1:1, 5:3 w rzutach karnych), ponownie z Kolumbią (3:2) oraz Stanami Zjednoczonymi (0:0, 1:3 w rzutach karnych). Tamten turniej Panama zakończyła na 2. miejscu.
W 2007 roku Baloy ponownie wziął udział w Złotym Pucharze CONCACAF. Wystąpił na nim w 4 meczach: z Hondurasem (3:2), Kubą (2:2), Meksykiem (0:1) i Stanami Zjednoczonymi (1:2). Z tamtego turnieju Panama odpadła w ćwierćfinale.
W 2009 roku po raz trzeci znalazł się w drużynie na Złoty Puchar CONCACAF. Zagrał tam w spotkaniach z Gwadelupą (1:2), Meksykiem (1:1) oraz Stanami Zjednoczonymi (1:1, 1:2 po dogrywce). Tamten turniej Panama ponownie zakończyła na ćwierćfinale.
24 czerwca 2018 r. podczas meczu przeciwko reprezentacji Anglii zdobył pierwszą w historii bramkę dla Panamy na Mundialu (bramka na 6:1). Po tym turnieju zakończył swoją piłkarską karierę.